# Nada Birko
Nada Birko-Kustec, née le 1er novembre 1931 et mort le 1er septembre 2020 , est une skieuse croate, membre de la section de ski du Club d'alpinisme Bijele Stijene de Mrkopalj, le "berceau du ski en Croatie".
Elle faisait partie de l'équipe yougoslave de ski de fond aux  Jeux olympiques d'hiver d'Oslo en 1952, arrivant 14e aux 10 km. 
Aux Jeux  de 1956 à Cortina d'Ampezzo, elle est arrivée 35e aux 10 km et 9e aux 3 × 5 km relais.